# San Agustín (Argentyna)
San Agustín – osada w Argentynie, położona we wschodniej części prowincji Buenos Aires. Ludność miejscowości wynosi 498 . Obecnie miejscowość stanowi stację węzłową. 